# アーサー・スカーギル
アーサー・スカーギル（Arthur Scargill、1938年1月11日 - ）はイギリスの労働運動家、政治活動家。全国炭鉱労働組合委員長（1981年 - 2000年）や社会主義労働党（SLP）党首（1996年 - 2024年）を務めた。
炭鉱労組委員長在任中の1984年から翌年にかけて、炭鉱労働者ストライキを主導したことでも知られる。

## 生い立ち

### 青年期
サウス・ヨークシャー州バーンズリーの郊外に生まれる。父のハロルドはイギリス共産党に所属していた炭鉱労働者で、母のアリスはコックであった。スカーギルは一人っ子のため両親に溺愛されて育った。 中学卒業後の1953年に炭鉱労働者となる。1955年から1962年まで青年共産同盟を経て、1962年に労働党へ入党。

### 全国炭鉱労働組合

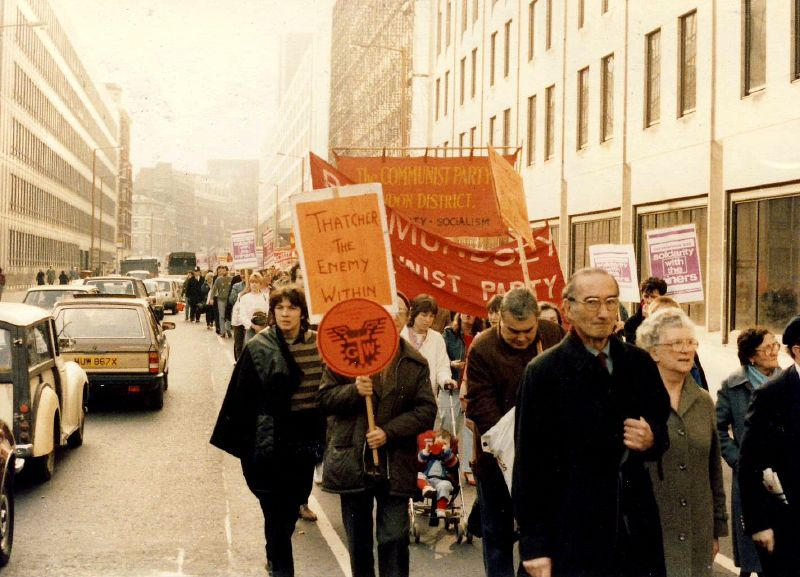
炭鉱労働者スト（1984年、ロンドン）

1973年から1981年まで全国炭鉱労働組合ヨークシャー支部長を務めるが、この間誠実で勤勉な働きぶりと労働者の福利厚生に熱意を傾けていたことから、左派の間では一躍名の知られる存在となる。1973年には炭鉱労働者のストライキで主導的な役割を果たし、これが元で翌年3月に時のエドワード・ヒース政権が崩壊する。 
組合の一層の民主化を掲げて挑んだ1981年の炭労委員長選挙にて、70%の得票率を得て当選を果たす。炭鉱産業とこれに依存する共同体の将来を憂う立場から、サッチャー率いる保守党政権の政治姿勢には終始対決した。
1984年から翌年にかけてスカーギルが先導した炭鉱労働者ストライキは、組合の分裂などが響き、労働者側の完敗に終わる。ストの後、圧倒的多数の支持を受け全国炭鉱労働組合の終身委員長に選出される。なお、この選挙はスカーギル以外の候補に十分な準備期間を与えられず、議論の余地のあるものであったとされる。
2002年7月末、委員長職をイアン・レイヴェリーに譲り自らは名誉議長の座に就く。

## 社会主義労働党
1996年1月13日、労働党が綱領から産業の国有化条項を削除したのを機に、社会主義労働党を結成（正式な発足は5月4日）。スカーギル自身1997年と2001年の各総選挙に出馬するも落選する。また、2009年欧州議会議員選挙では社会主義労働党の筆頭候補となる。
炭労委員長辞任後は、ヨシフ・スターリンを後押しするなど政治的発言が目立つ。一方でポーランドの「連帯」を「社会主義の堕落」として長らく批判してきた。